# Mandaryna.com
Mandaryna.com – debiutancki album polskiej wokalistki i tancerki Mandaryny wydany w roku 2004.

## Informacje ogólne
Nagrania wyprodukowali członkowie niemieckiej grupy Groove Coverage, a materiał na płycie jest połączeniem gatunków dance i pop. Krążek zawiera kilka coverów: „Here I Go Again” grupy Whitesnake, „L’Été indien” Joego Dassina, „Jeanny” oryginalnie wykonywane przez Falco i „Bo z dziewczynami” z repertuaru Jerzego Połomskiego.
Płytę promowały dwa single. „Here I Go Again” ukazało się jako pierwszy singel, spotykając się z dużym sukcesem. „L’Été indien” wydano jako drugi singel jesienią 2004. W 2005 singel „Here I Go Again” wydany został w Austrii i Niemczech.
Album spotkał się z sukcesem komercyjnym, docierając do miejsca 8. na polskiej liście sprzedaży i utrzymując się w zestawieniu przez 24 tygodnie. Ostatecznie Mandaryna.com sprzedano w ilości 35 tys. egzemplarzy, co dało płycie status złotej. Umożliwiło to Mandarynie występ na festiwalu TOPtrendy 2005 jako jednej z artystów, którzy sprzedali w 2004 najwięcej płyt.
20 listopada 2021 ukazał się teledysk do utworu „Love is just a game”. 6 grudnia tego samego roku album został wydany cyfrowo w zremasterowanej wersji pt. Mandaryna One.

## Lista utworów
| 1.  | „Here I Go Again”       | 3:07  |
|     |                         |       |
| 2.  | „L’Été indien”          | 3:51  |
|     |                         |       |
| 3.  | „Drifting”              | 3:32  |
|     |                         |       |
| 4.  | „I Feel the Rhythm”     | 3:27  |
|     |                         |       |
| 5.  | „Lost in Your Eyes”     | 4:00  |
|     |                         |       |
| 6.  | „Jeanny”                | 3:57  |
|     |                         |       |
| 7.  | „Mueve tu cuerpo loco”  | 3:30  |
|     |                         |       |
| 8.  | „Bo z dziewczynami”     | 3:48  |
|     |                         |       |
| 9.  | „Sun”                   | 3:29  |
|     |                         |       |
| 10. | „Just Kiss Me”          | 3:47  |
|     |                         |       |
| 11. | „Always”                | 3:56  |
|     |                         |       |
| 12. | „Love Is Just a Game”   | 3:45  |
|     |                         |       |
| 13. | „Jesteś ale cię nie ma” | 3:08  |
|     |                         |       |
|     |                         | 47:17 |
|     |                         |       |

## Pozycje na listach i certyfikaty
| Lista sprzedaży (2004) | Najwyższa pozycja | Certyfikat                 |
| ---------------------- | ----------------- | -------------------------- |
| Polska (OLiS)          | 8                 | Polska (ZPAV): złota płyta |